# Körtingbrunnen

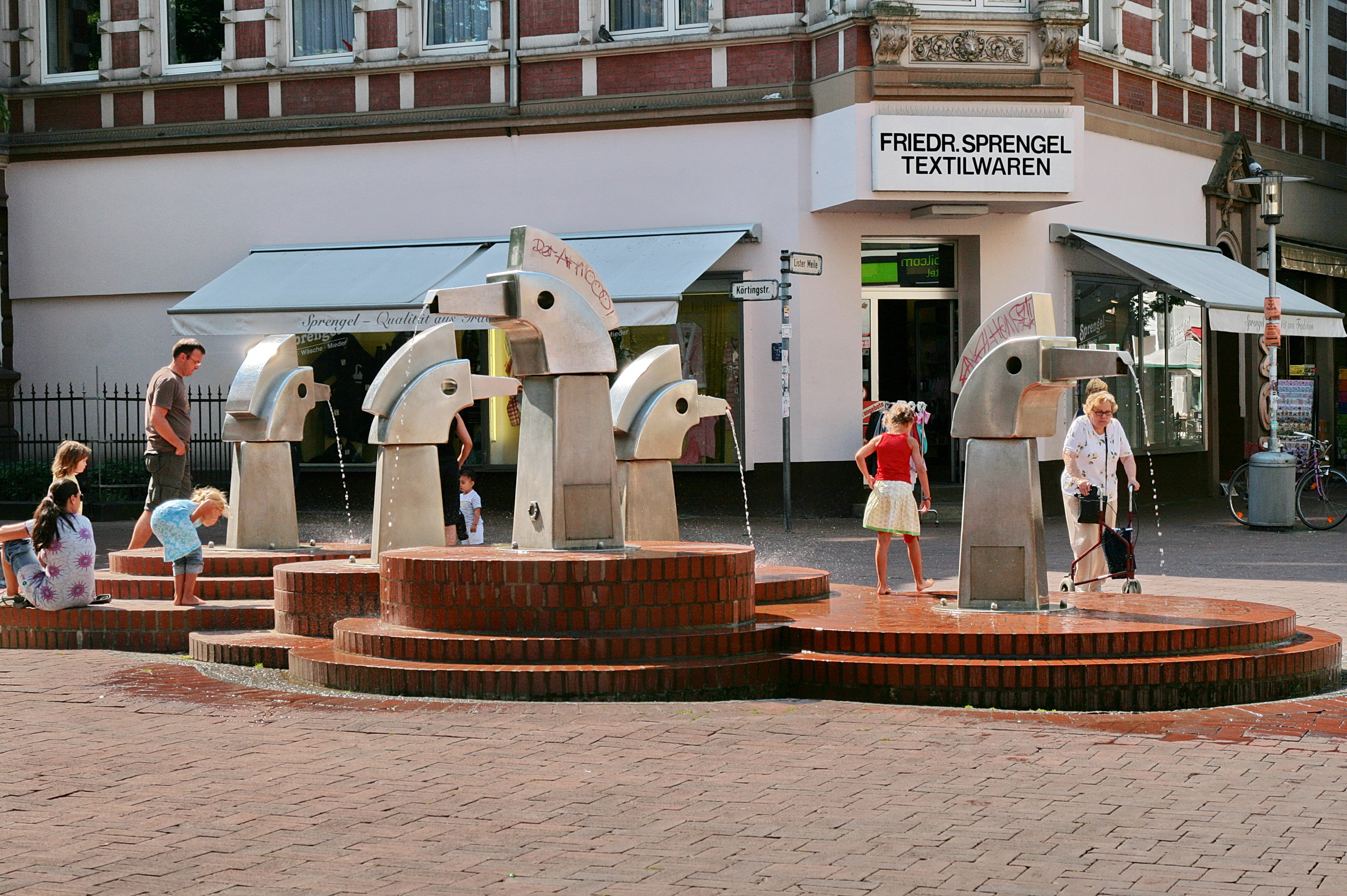
Körtingbrunnen

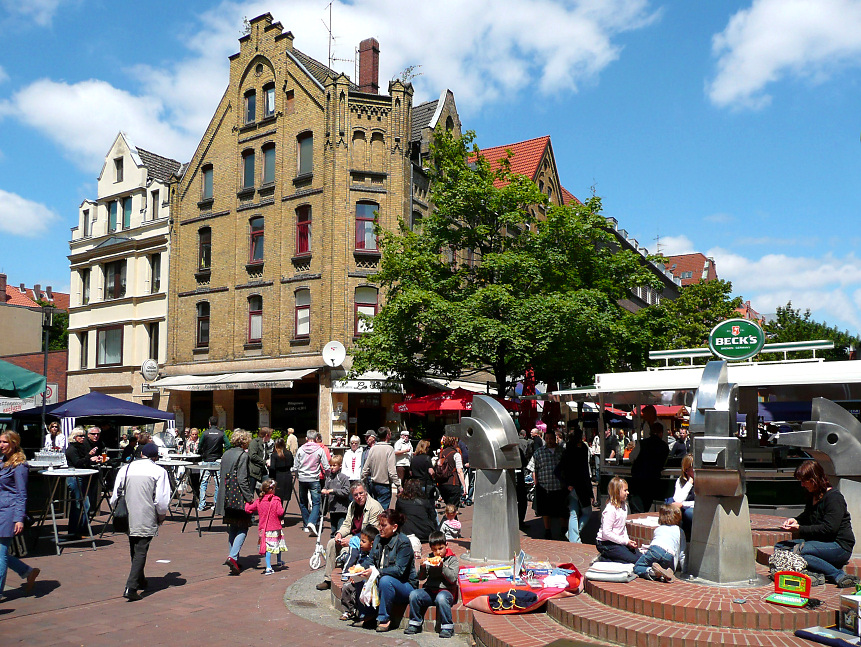
Brunnen beim Lister Meile Fest

Der Körtingbrunnen ist ein Brunnen-Ensemble in der Fußgängerzone der Lister Meile an der Ecke Körtingstraße im hannoverschen Stadtteil List.

## Geschichte
Nach dem Bau der U-Bahn und der Umgestaltung großer Teile der Lister Meile zur Fußgängerzone schrieb die Stadtverwaltung von Hannover einen internen Wettbewerb zur Gestaltung eines Brunnens aus. Im Ergebnis wurden die von dem hannoverschen Stadtgestalter und Architekten Gerhard Bünemann geschaffenen, 1976 fertiggestellten fünf Edelstahlfiguren auf getreppten Ziegelsteinrosetten installiert. Die Köpfe der Brunnen lassen sich bei laufendem Betrieb um 90° drehen.
Der Brunnen trägt den offiziellen Namen Körtingbrunnen wegen seiner Lage an der Körtingstraße. Im Volksmund hat sich der Name Pferdekopfbrunnen eingebürgert, da die Edelstahlfiguren den Eindruck von Pferdeköpfen erwecken. Gelegentlich werden die Figuren auch als Wasserhähne bezeichnet, wegen der Ähnlichkeit mit einem Hahnenkopf und ihrer Funktion, Wasser zu speien.